# Frank Curran (cầu thủ bóng đá Anh)
Frank Curran (31 tháng 5 năm 1917 – 24 tháng 9 năm 1998) là một cầu thủ bóng đá người Anh, thi đấu ở vị trí tiền đạo tầm xa ở Football League cho Southport, Accrington Stanley, Bristol Rovers và Tranmere Rovers.